# Municipio de Flushing (Míchigan)
El municipio de Flushing (en inglés: Flushing Township) es un municipio ubicado en el condado de Genesee en el estado estadounidense de Míchigan. En el año 2010 tenía una población de 10640 habitantes y una densidad poblacional de 129,71 personas por km².

## Geografía
El municipio de Flushing se encuentra ubicado en las coordenadas 43°5′46″N 83°52′26″O / 43.09611, -83.87389. Según la Oficina del Censo de los Estados Unidos, el municipio tiene una superficie total de 82.03 km², de la cual 81.24 km² corresponden a tierra firme y (0.97%) 0.79 km² es agua.

## Demografía
Según el censo de 2010, había 10640 personas residiendo en el municipio de Flushing. La densidad de población era de 129,71 hab./km². De los 10640 habitantes, el municipio de Flushing estaba compuesto por el 94.41% blancos, el 2.13% eran afroamericanos, el 0.64% eran amerindios, el 0.78% eran asiáticos, el 0.03% eran isleños del Pacífico, el 0.45% eran de otras razas y el 1.56% pertenecían a dos o más razas. Del total de la población el 2.4% eran hispanos o latinos de cualquier raza.